# 仇池国遗址
仇池国遗址，位于中国甘肃省西和县，为一个省级文物保护单位，类型为古遗址。
仇池国遗址的历史年代为汉至隋。